# (8802) 1981 EW31
(8802) 1981 EW31 (1981 EW31, 1989 SW1) — астероїд головного поясу, відкритий 2 березня 1981 року.
Тіссеранів параметр щодо Юпітера — 3,185.